# هومن مرتضوی
هومن مرتضوی (متولد سال ۱۳۴۳) طراح گرافیک، نقاش و نویسنده معاصر ایرانی است.

## زندگی
او تحصیلات خود را در ایران و انگلستان انجام داد. از شاگردان آیدین آغداشلو بود. آثارش را چندین نمایشگاه انفرادی و جمعی در ایران و آمریکا به نمایش گذاشت. از ۱۹۹۸ تا ۲۰۰۳ در آمریکا به زندگی و کار پرداخت و سپس به ایران بازگشت. شخصیت خیالی سیمون اردوبادی را خلق کرد و در کتابی با نام پروژه نابجا: ظهور و سقوط سیمون اردوبادی به برخی از احوالات و کارهای این نمونه نمادین برخی از ایرانی‌های مقیم لس آنجلس پرداخت.

## آثار
آثار و طرح‌های روی جلد او در مجله‌های صنعت حمل و نقل ، ماهنامه سینمایی فیلم و مفید منتشر شده‌اند. همچنین چند تقویم با کارتون‌های او در سال‌های اخیر منتشر شده است. کتابی از گزیدۀ آثار گرافیک او با عنوان طراحان گرافیک معاصر ایران؛ هومن مرتضوی  توسط انتشارات یساولی منتشر شده است.
آخرین نمایشگاه او با نام دفاع شخصی در گالری هما در تهران از تاریخ ۲۲ مهر تا ۳ آبان ۱۳۹۰ برگزار شد.

## افتخارات
مرتضوی برنده چند جایزه هنری از جمله جایزه نمایشگاه دوسالانه نهم گرافیک ایران است.